# سعدنایل
سعدنایل (به عربی: سعدنايل) یک منطقهٔ مسکونی در لبنان است که در شهرستان زحله واقع شده‌است.
 سعدنایل   ۹۱۰ متر بالاتر از سطح دریا واقع شده‌است.